# برق آبی در کانادا
کانادا پس از چین دومین تولیدکننده بزرگ برق آبی در جهان است. در سال ۲۰۱۴ کانادا معادل ۸۵٫۷ مگاتن نفت برق آبی تولید کرد -۹٫۸٪ از کل برق آبی جهان. ۲۵٫۷٪ از کل انرژی مصرفی کانادا را تولید کرد (۳۷٫۳٪ از منابع غیرنفتی). این منبع پس از نفت و گاز طبیعی سومین منبع پرمصرف در کاناداست (به ترتیب ۳۰٫۹٪ و ۲۸٫۱٪ از کل مصرف).
برخی از استان ها و مناطق مانند بریتیش کلمبیا، مانیتوبا، نیوفاندلند و لابرادور، کبک و یوکان بیش از 90 درصد برق خود را از هیدرو تولید می کنند. تمام سدهایی که دارای مخازن بزرگ بودند قبل از سال 1990 تکمیل شده بودند، از آن زمان تا کنون بیشتر توسعه‌ها از طریق رودخانه انجام شده است، چه بزرگ و چه کوچک. منابع طبیعی کانادا ظرفیت آبی کوچک نصب شده فعلی را 3400 مگاوات با پتانسیل تخمینی 15000 مگاوات محاسبه می کند.[3] گزارشی در مورد آینده برق آبی نشان می دهد که 40 درصد پتانسیل باقی مانده تا سال 2050 توسعه نیافته باقی خواهد ماند و دلیل آن عدم پذیرش عمومی است.[4] استفاده گسترده از برق آبی، از جمله گنجاندن آن در نام های تاسیسات برق مانند Toronto Hydro یا BC Hydro، منجر به استفاده از "hydro" در برخی از مناطق کانادا برای اشاره به برق به طور کلی، بدون توجه به منبع شده است.

## نگارخانه

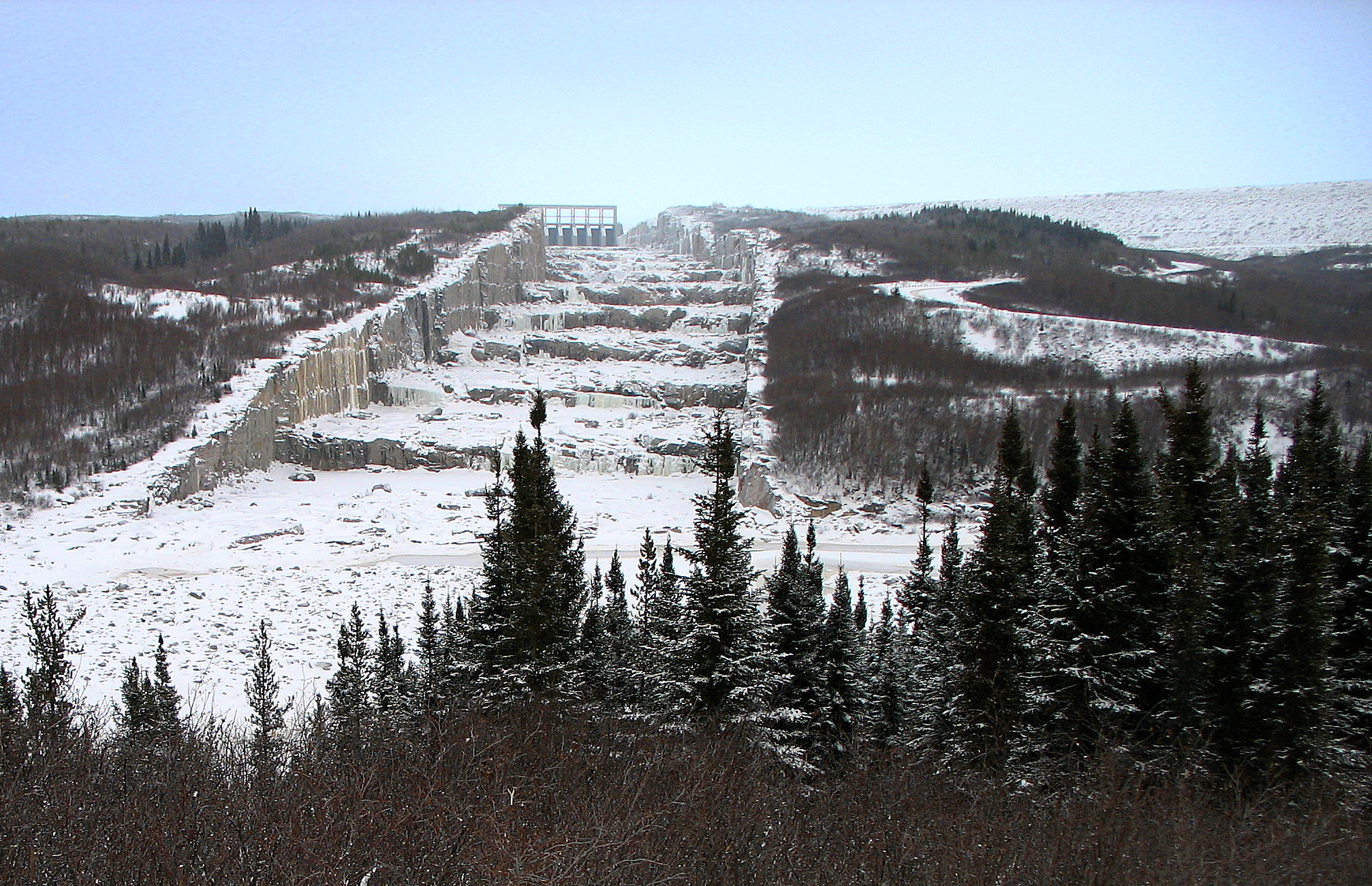
.
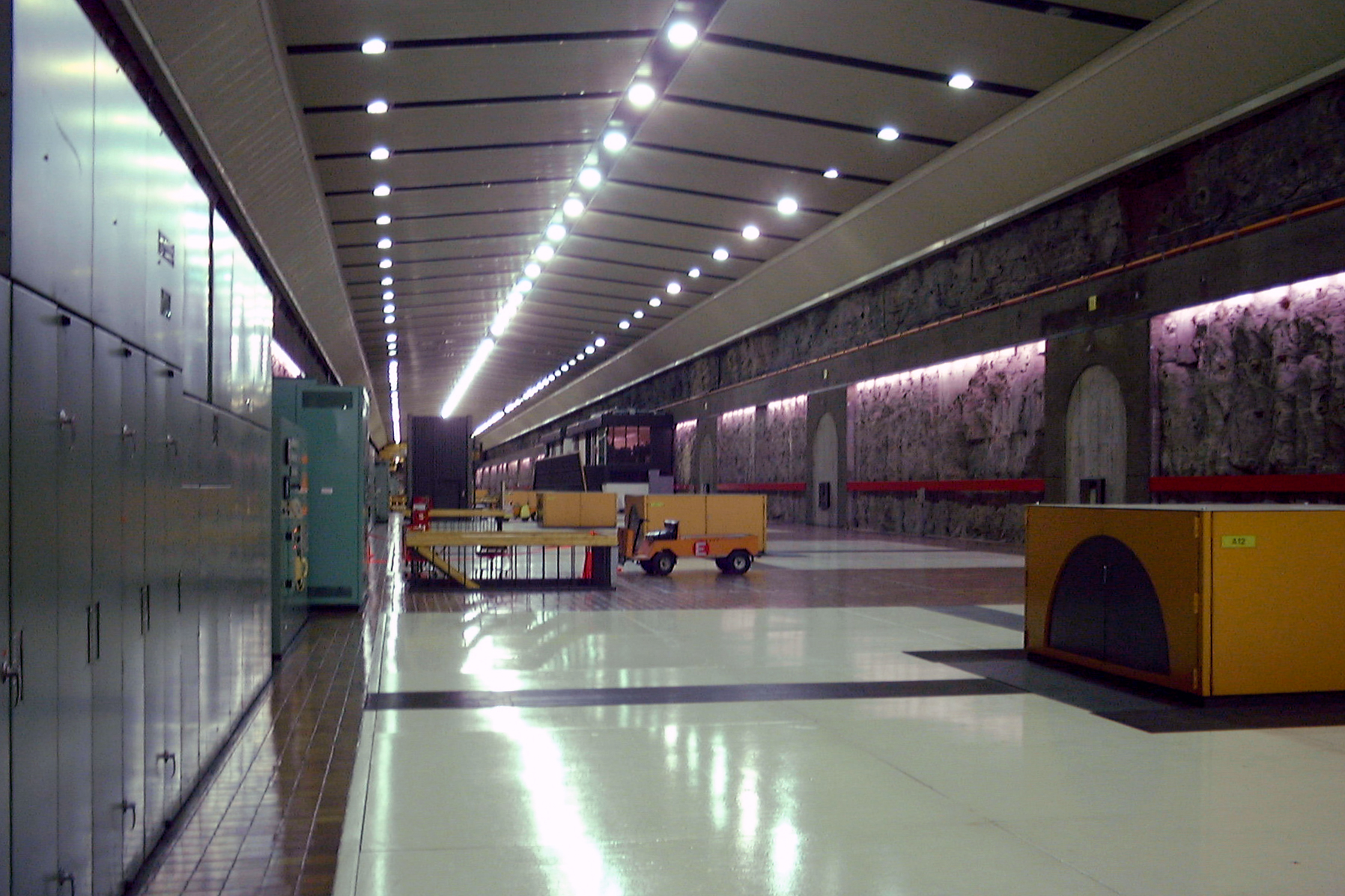
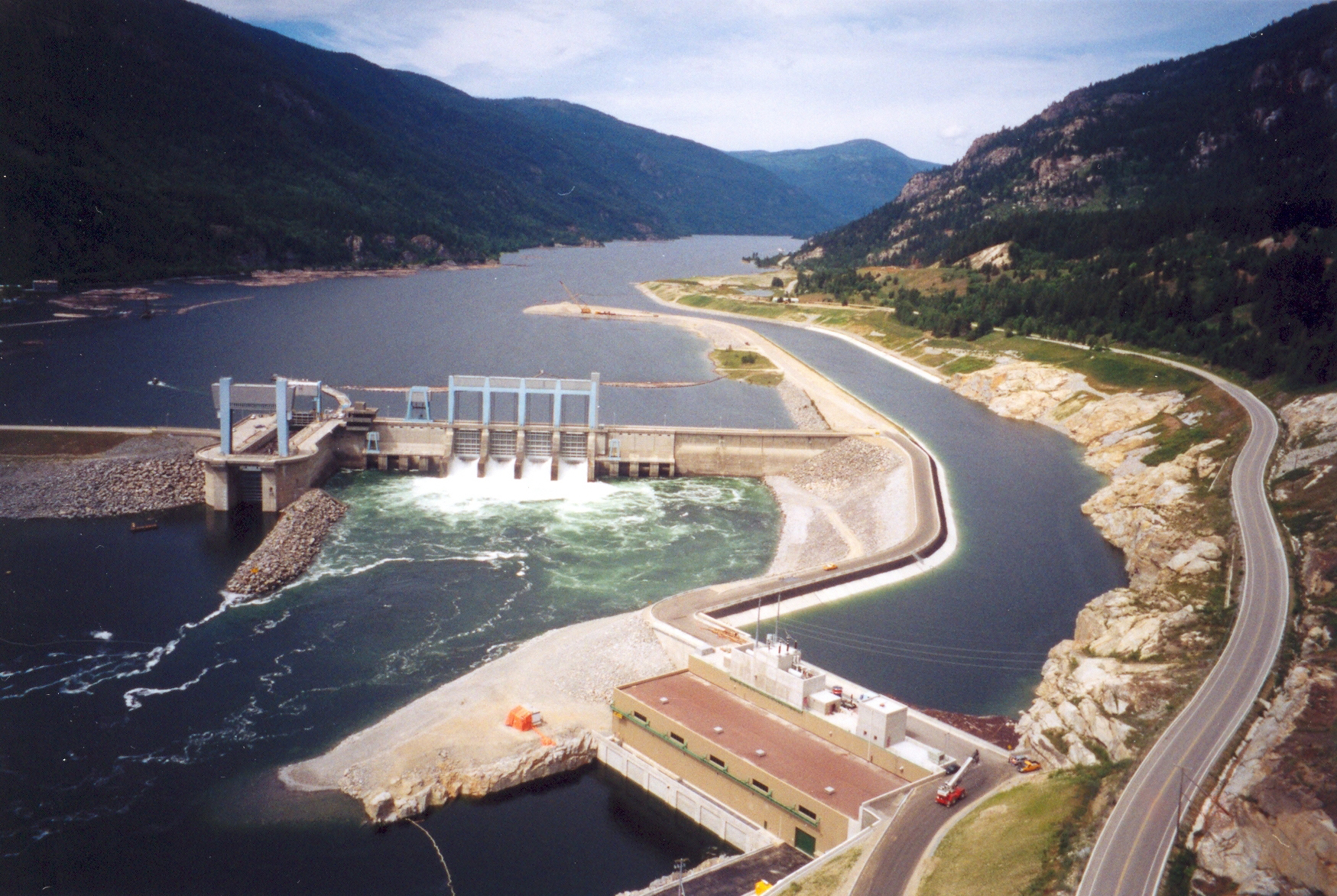
بریتیش کلمبیا.